# Comunidad de comunas del País de Bitche
La comunidad de comunas del País de Bitche (communauté de communes du Pays de Bitche (CCPB) en francés, Gemeindeverband Bitscherland en alemán), es una estructura intercomunal francesa situada en el departamento francés de la Mosela de la región Gran Este.

## Historia
Fue creada el 15 de diciembre de 2009, como con la unión de tres de las cuatro comunidades de comunas del país de Bitche : Bitche y alrededores, País Vidrio y Cristal y Volmunster. La cuarta comunidad de comunas del país de Bitche, la comunidad de comunas de Rohrbach-lès-Bitche, fue unido con la comunidad de comunas del País de Bitche el 1 de enero de 2017.
Todas las comunas forman parte, desde 2015, del nuevo cantón de Bitche.

## Nombre
Debe su nombre a que las cuarenta y seis comunas se hallan situadas en el denominado país de Bitche.

## Composición
Desde el 1 de enero de 2017, la comunidad de comunas reagrupa 46 comunas:
| Comuna                  | Código INSEE | Población (2014) | Superficie (km²) | Densidad (hab./km²) |
| ----------------------- | ------------ | ---------------- | ---------------- | ------------------- |
| Achen                   | 57006        | 999              | 12,12            | 82                  |
| Baerenthal              | 57046        | 779              | 39,19            | 20                  |
| Bettviller              | 57074        | 840              | 18,41            | 46                  |
| Bining                  | 57083        | 1152             | 15,91            | 72                  |
| Bitche (sede)           | 57089        | 5183             | 41,13            | 126                 |
| Bousseviller            | 57103        | 136              | 4,01             | 34                  |
| Breidenbach             | 57108        | 339              | 10,89            | 31                  |
| Éguelshardt             | 57188        | 440              | 16,80            | 26                  |
| Enchenberg              | 57192        | 1277             | 9,73             | 131                 |
| Epping                  | 57195        | 563              | 10,65            | 53                  |
| Erching                 | 57196        | 404              | 6,76             | 60                  |
| Etting                  | 57201        | 775              | 7,06             | 110                 |
| Goetzenbruck            | 57250        | 1595             | 8,12             | 196                 |
| Gros-Réderching         | 57261        | 1319             | 15,73            | 84                  |
| Hanviller               | 57294        | 217              | 8,66             | 25                  |
| Haspelschiedt           | 57301        | 289              | 25,20            | 11                  |
| Hottviller              | 57338        | 549              | 8,36             | 66                  |
| Lambach                 | 57376        | 517              | 5,54             | 93                  |
| Lemberg                 | 57390        | 1474             | 10,94            | 135                 |
| Lengelsheim             | 57393        | 242              | 5,30             | 46                  |
| Liederschiedt           | 57402        | 131              | 5,99             | 22                  |
| Loutzviller             | 57421        | 147              | 3,22             | 46                  |
| Meisenthal              | 57456        | 700              | 6,36             | 110                 |
| Montbronn               | 57477        | 1648             | 14,99            | 110                 |
| Mouterhouse             | 57489        | 293              | 42,60            | 6,9                 |
| Nousseviller-lès-Bitche | 57513        | 142              | 4,86             | 29                  |
| Obergailbach            | 57517        | 328              | 8,99             | 36                  |
| Ormersviller            | 57526        | 406              | 7,30             | 56                  |
| Petit-Réderching        | 57535        | 1513             | 11,00            | 138                 |
| Philippsbourg           | 57541        | 630              | 23,71            | 27                  |
| Rahling                 | 57561        | 788              | 21,30            | 37                  |
| Reyersviller            | 57577        | 367              | 8,32             | 44                  |
| Rimling                 | 57584        | 597              | 13,26            | 45                  |
| Rohrbach-lès-Bitche     | 57589        | 2152             | 13,28            | 162                 |
| Rolbing                 | 57590        | 259              | 5,97             | 43                  |
| Roppeviller             | 57594        | 116              | 13,77            | 8,4                 |
| Saint-Louis-lès-Bitche  | 57619        | 505              | 4,53             | 111                 |
| Schmittviller           | 57636        | 339              | 2,33             | 145                 |
| Schorbach               | 57639        | 542              | 13,36            | 41                  |
| Schweyen                | 57641        | 321              | 11,35            | 28                  |
| Siersthal               | 57651        | 660              | 10,51            | 63                  |
| Soucht                  | 57658        | 1070             | 10,75            | 100                 |
| Sturzelbronn            | 57661        | 179              | 32,51            | 5,5                 |
| Volmunster              | 57732        | 820              | 14,91            | 55                  |
| Waldhouse               | 57738        | 395              | 6,58             | 60                  |
| Walschbronn             | 57741        | 496              | 10,11            | 49                  |

## Competencias
La comunidad es un organismo público de cooperación intercomunal.
Sus recursos provienen del impuesto sobre los rendimientos del trabajo único, del sistema de contribuciones que se aplica a los residuos y asignaciones y subvenciones de diversos socios.
Sus competencias en general se centran en el desarrollo económico, medio ambiental, de empleo y los servicios comunitarios a los habitantes:
- Ordenación del Territorio
  - Plan de Coherencia Territorial (SCOT, en francés) (a título obligatorio).
  - Plan Sectorial (a título obligatorio).
- Desarrollo y organización económica
  - Acción de desarrollo económico de las actividades industriales, comerciales o de empleo, (apoyo de las actividades agrícolas y forestales...) (a título obligatorio).
  - Creación, organización, mantenimiento y gestión de zonas de actividades industriales, comerciales, terciario, artesanal o turístico (a título obligatorio).
- Desarrollo y organización social y cultural
  - Actividades culturales y socioculturales (a título facultativo).
  - Actividades deportivas (a título facultativo).
  - Construcción y/u organización, mantenimiento, gestión de equipamientos o establecimientos culturales, socioculturales, socioeducativos, deportivos… (a título optativo).
  - Transporte escolar (a título facultativo).
- Medio ambiente
  - Saneamiento no colectivo (a título facultativo).
  - Recogida y tratamiento de los residuos urbanos y asimilados (a título optativo).
  - Protección y valorización del Medio Ambiente (a título optativo).
- Vivienda y hábitat
  - Programa local del hábitat (a título optativo).
- Servicio de vías públicas
  - Creación, organización y mantenimiento del servicio de vías públicas (a título optativo).
- Otros
  - Adquisición comunal de material (a título facultativo).
  - Informática, Talleres vecinales (a título facultativo).